# Юхары-Аскипара
Юхары-Аскипара (азерб. Yuxarı Əskipara — Верхняя Аскипара) / Верин-Воскепар (арм. Վերին Ոսկեպար — Верхний Воскепар) — село в Закавказье. Согласно административно-территориальному делению Армении, фактически контролирующей деревню, она расположена в Тавушской области, согласно административно-территориальному делению Азербайджана — в Газахском районе.

## Этимология
Топоним Аскипара происходит от соединения тюркских слов аски — «старинное» и пара — «составная часть».

## История
В 1770—1773 годах, во время своей экспедиции по Кавказу в регионе побывал Иоганн Гюльденштедт, который отнёс обе Аскипары к армянонаселённым деревням. До XIX века в селе проживали армяне. Основано в конце XIX — начале XX веков переселенцами из сёл Ашагы-Аскипара и Салахлы. В литературе конца XIX века село было известно под названием Старая Аскипара, поскольку на его территории имелись развалины.
В конце 1980-х — начале 1990-х между двумя закавказскими республиками, Азербайджаном и Арменией, возник конфликт вокруг Нагорного Карабаха, который затронул также анклавы обоих государств. По данным «Коммерсанта» 19 августа 1990 года подразделения Армянской национальной армии подвергли Верхнюю Аскипару (наряду с Баганис-Айрум, Ашагы-Аскипара, Гушчу) обстрелу, причём, по свидетельствам очевидцев, применялись гранатомёты, миномёты, градобойные орудия и ракеты типа «земля-земля». В течение нескольких часов защитники села отражали нападение, но после того, как к нападающим прибыло подкрепление из Еревана, населённый пункт перешёл под контроль армянских сил. На следующий день в район боёв были переброшены танки, зенитные установки и боевые вертолёты советских войск, и в течение дня село было освобождено.
По мере нарастания армяно-азербайджанского конфликта Верхняя Аскипара вновь была занята армянскими подразделениями и по сегодняшний день контролируется вооружёнными силами Армении. Азербайджанское население было вынуждено покинуть оккупированное село.

## Население и религия
Согласно Кавказскому календарю на 1912 год, население села Старая Аксибара Казахского уезда Елизаветпольской губернии составляло 278 человек, преимущественно азербайджанцы (в источнике указаны как «татары»). В Кавказском календаре на 1915 год население села составляло уже 320 человек, преимущественно азербайджанцы (в источнике указаны как «татары»).
В 1980-х годах население села было однородным и состояло из азербайджанцев. В религиозном отношении часть населения Верхней Аскипары принадлежала к шиитам, часть — к суннитам. Переселенцы из Салахлы были суннитами.